# Østby, Innlandet
Østby är en kyrkby och tidigare tätort i Trysils kommun i Innlandet fylke i östra Norge. Orten ligger där riksväg 25 möter fylkesväg 2162, öster om tätorten Nybergsund, omkring 20 kilometer från svenska gränsen (Malung-Sälens kommun). Här finns Østby kyrka. Orten hade 205 invånare år 2003.
Sedan 2004 räknas orten inte längre som en tätort.
Skidtävlingen Trysil Skimaraton utgår från Østby.